# Ржев

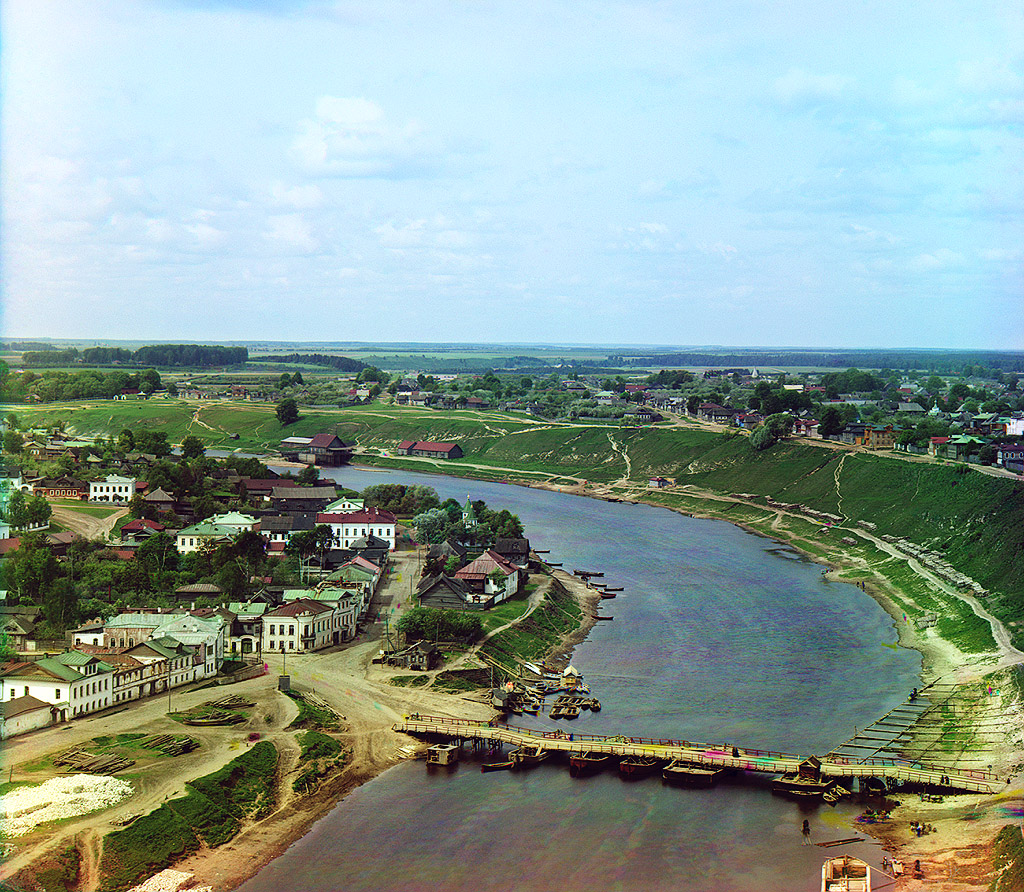
Вид на Волгу в Ржеві. Фото С. М. Прокудіна-Горського. 1910.

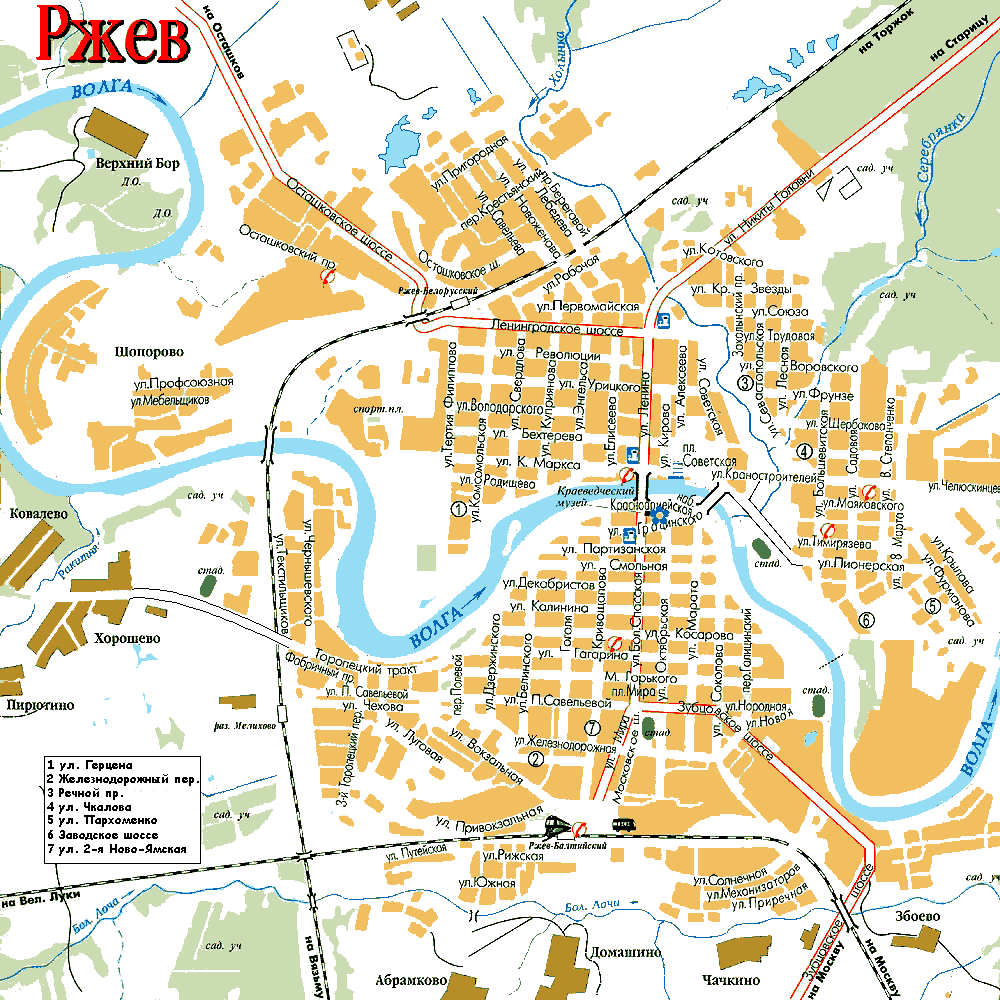
Карта міста Ржев

56°15′56.10″ пн. ш. 34°19′39.25″ сх. д. / 56.2655833° пн. ш. 34.3275694° сх. д.

Ржев (рос. Ржев)  — місто в Російській Федерації, адміністративний центр Ржевського району Тверської області, порт на Волзі.
8 жовтня 2007 Указом Президента Російської Федерації Ржеву присвоєно почесне звання Російської Федерації «Місто військової слави». Населення 63,9 тис. осіб (2006), площа міста — 56,17 км2.
Місто розташоване на обох берегах Волги, є першим містом на Волзі (знаходиться у 200 км від початку річки), в 130 км від Твері. Ржев — великий транспортний вузол: у Ржеві перетинаються залізниці Москва — Рига і Мурманськ (Ржев-Балтійський, Ржев-Білоруський) — Новоросійськ, за 1 км на південь від міста проходить автомагістраль М9 «Балтія».

## Історія
Заснування міста згідно з історичною літературою датується серединою XII століття, хоча в Новгородській уставній грамоті зустрічається згадка про Ржев під 1019 роком. Літописи називають це місто Ржевом Володимировим, Ржевкою (Ржевком) і Ржовом.
До середини XII століття Ржев входив до складу смоленських земель, що підтверджується статутною грамотою Ростислава Мстиславича, князя Смоленського, за 1150 рік (перша офіційна згадка про місто в письмовому джерелі). Від князя Ростислава Ржев переходить до його сина Мстислава Ростиславича, а від того до Мстислава Мстиславича Удатного. З ним пов'язано літописне свідчення про події 1216 року, де місто було назване «Ржева, місто Мстиславль на верху», тобто знаходиться в верхів'ях Волги, належить до так званих «Верховських князівств».
Знаковою історичною подією на території міста у 20 столітті стала Ржевська битва — бойові дії радянських і німецьких військ у ході Німецько-радянська війни, які проходили в районі Ржевсько-Вяземського виступу з 5 січня 1942 [K 1] по 21 березня 1943. Включали в себе чотири наступальні операції радянських військ Західного і Калінінського фронтів проти 4-й і 9-й польових армій німецької групи армій «Центр», що мали на меті завдати поразки основним силам «Центру», звільнити міста Ржев, Сичовка, Вязьму і тим самим ліквідувати Ржевсько-Вяземський виступ. Завершилася відступом 9-ї армії Вермахту 5 березня 1943 року зі Ржевсько-Вяземського виступу.

## Уродженці
- Антоніна Ржевська (1861—1934) — російська художниця
- Дейша Віра Устимівна (1863–1921) — українська революціонерка та громадська діячка, політв'язень Російської імперії. Засновниця першої української школи у Чернігові. Дружина класика української літератури Михайла Коцюбинського.
- Бєлов Юрій Андрійович (1930—1991) — радянський актор театру і кіно
- Максимовський Олег Костянтинович (*1937) — український кінооператор.

## Галерея

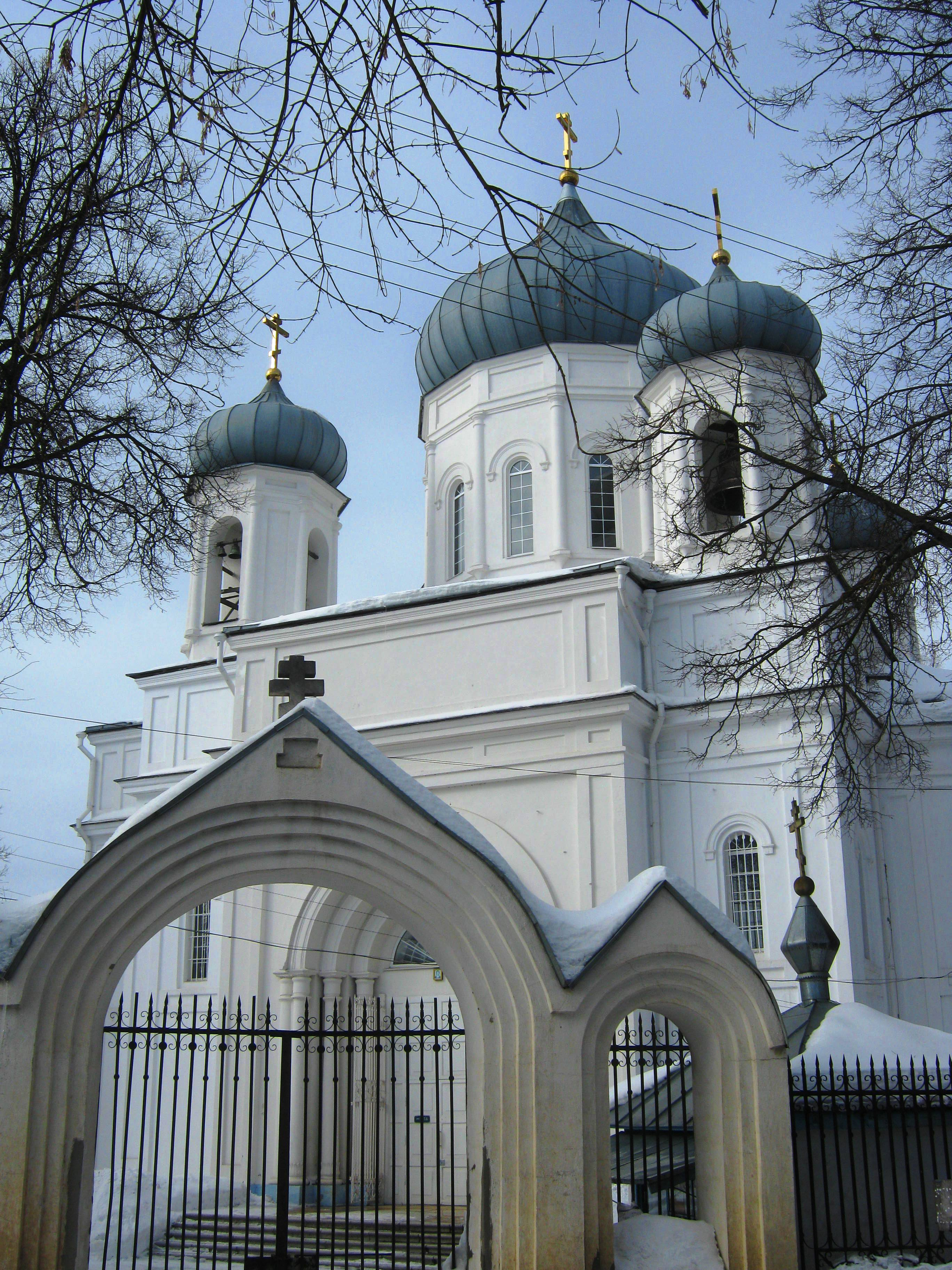
Храм Вознесіння Господнього
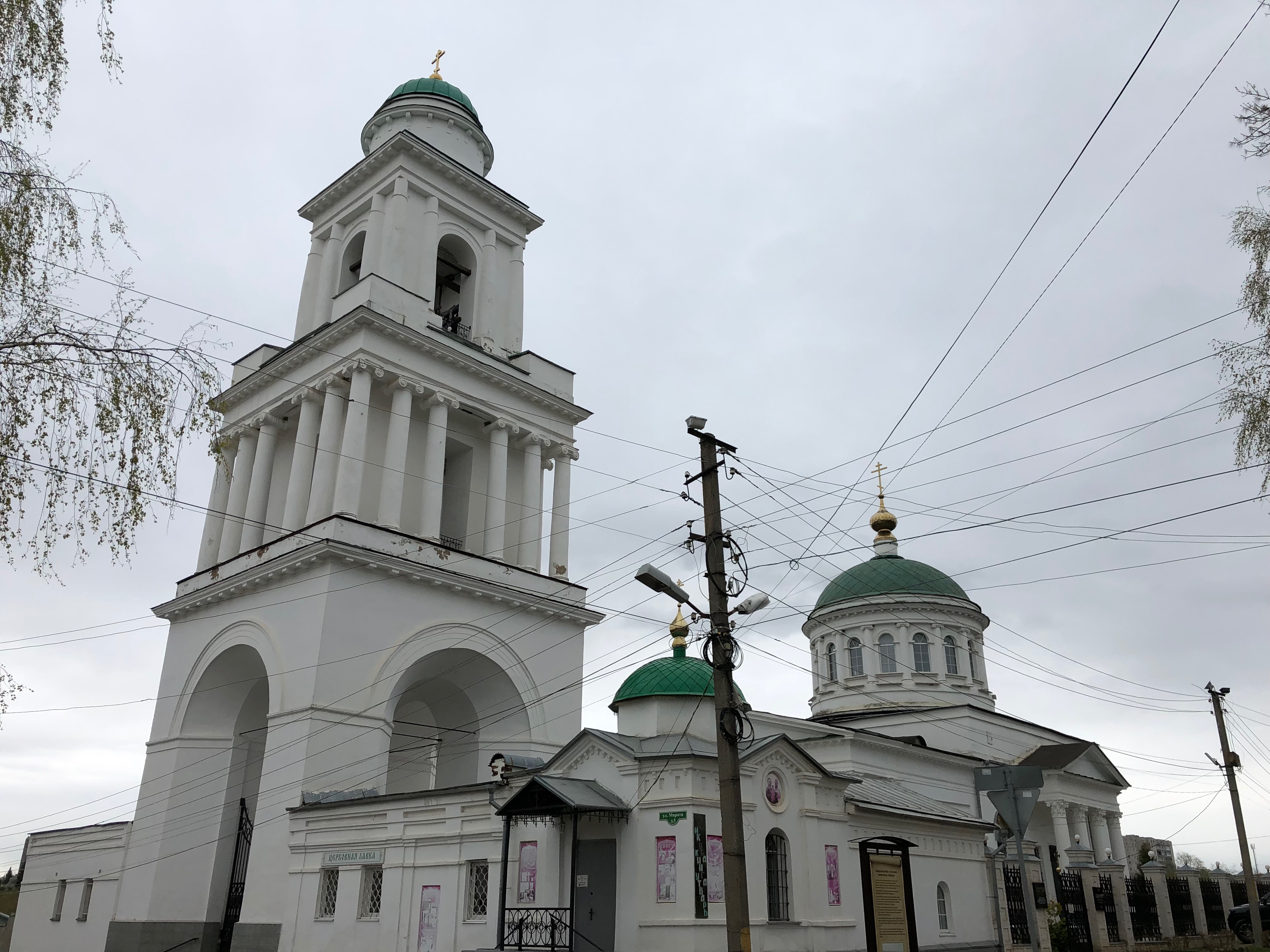
Оковецький собор
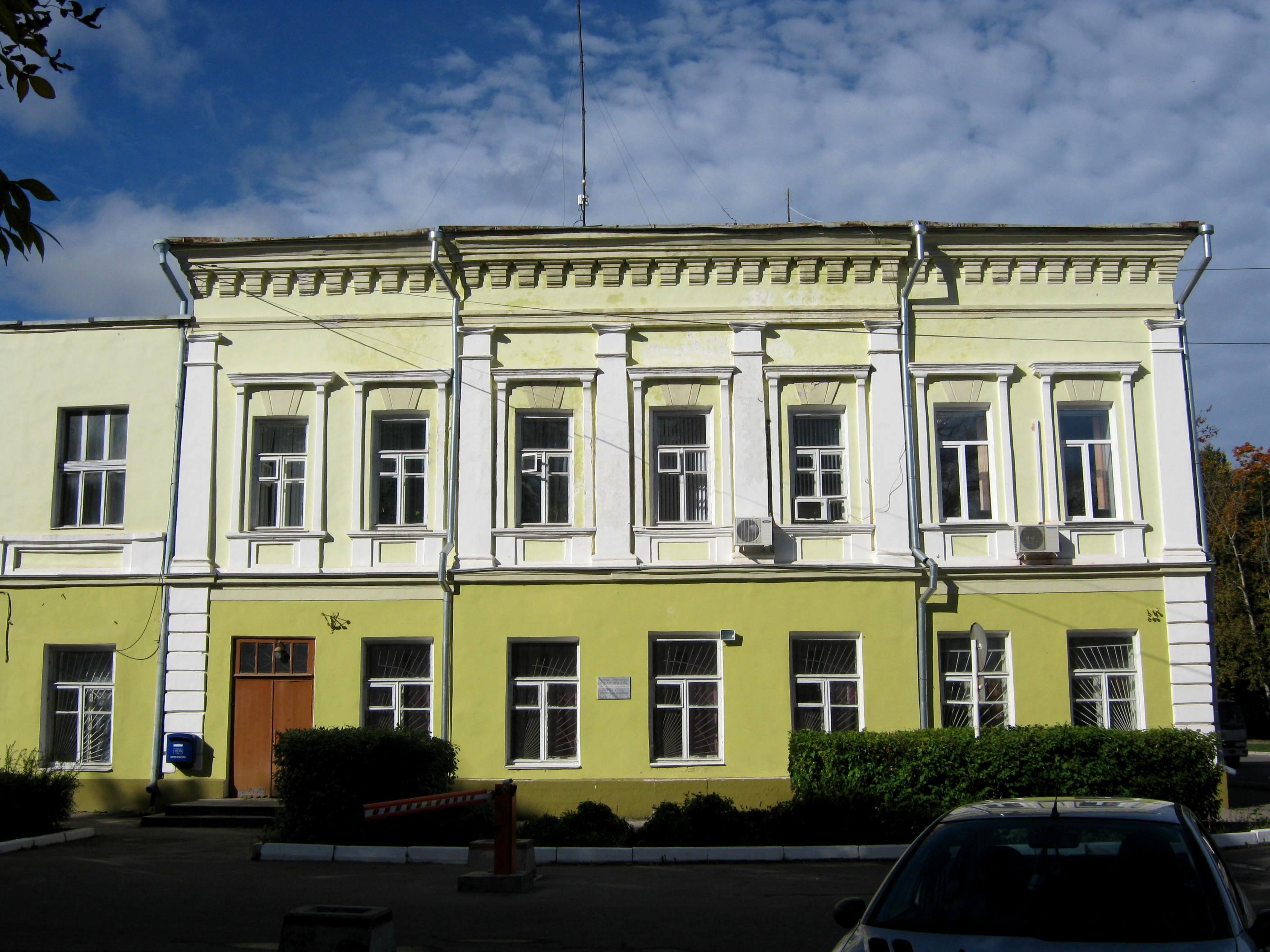
Будинок купців Образцових
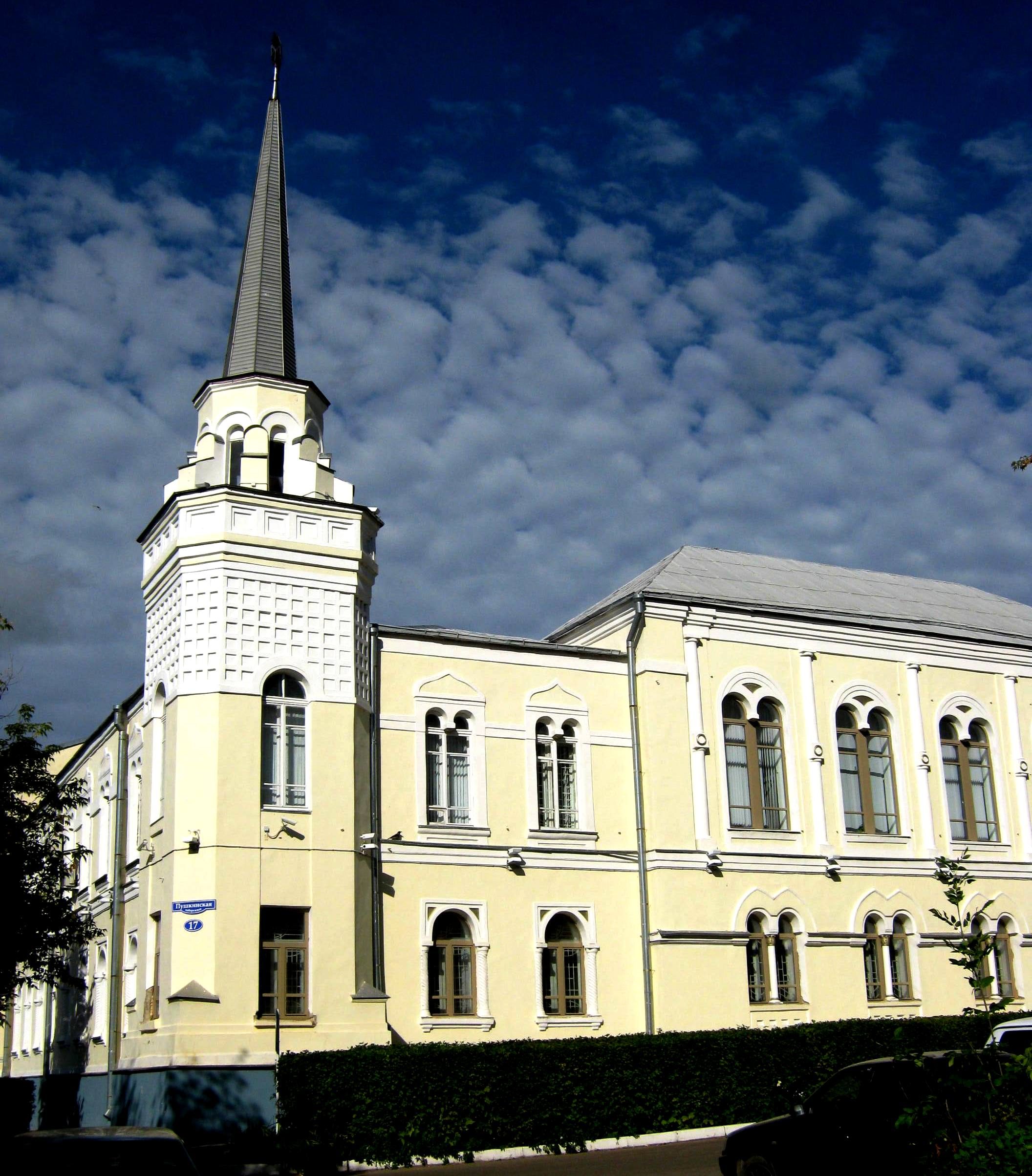
Будівля Державного банку